# Tamara Poliakova
Tamara Poliakova, née le 27 août 1960 à Tchernivtsi, est une coureuse cycliste soviétique puis ukrainienne. Elle a notamment été championne du monde du contre-la-montre par équipes en 1987 et 1989.

## Palmarès sur route
- 1987
  -  Championne du monde du contre-la-montre par équipes (avec Alla Jakovleva, Nadesja Kibardina, Liubova Pogovitchaikova)
  - 3e et 4e étape du Tour de l'Aude cycliste féminin
  - 2e du Tour de l'Aude cycliste féminin
- 1989
  -  Championne du monde du contre-la-montre par équipes (avec Nadesja Kibardina, Laima Zilporite, Natalya Melekhina)
- 1990
  - 5e étape Tour de la Drôme
- 1993
  - 1re étape de Gracia Orlova
  - 3e de Gracia Orlova
- 1994
  - Grand Prix du canton d'Argovie
- 1995
  - 2e du championnat d'Ukraine du contre-la-montre
- 1996
  -  Championne d'Ukraine sur route
  -  Championne d'Ukraine du contre-la-montre
- 1997
  - 3e du championnat d'Ukraine du contre-la-montre
- 1998
  -  Championne d'Ukraine sur route
  -  Championne d'Ukraine du contre-la-montre
- 2000
  - 3e du championnat d'Ukraine du contre-la-montre

## Palmarès sur piste

### Championnats du monde
- Brno 1981
  -  Médaillée d'argent de la poursuite